# 410年
| 千纪： | 1千纪 |
| 世纪： | 4世纪 \| 5世纪 \| 6世纪 |
| 年代： | 380年代 \| 390年代 \| 400年代 \| 410年代 \| 420年代 \| 430年代 \| 440年代 |
| 年份： | 405年 \| 406年 \| 407年 \| 408年 \| 409年 \| 410年 \| 411年 \| 412年 \| 413年 \| 414年 \| 415年                                                                              |
| 纪年： | 庚戌年（狗年）；东晋义熙六年；后秦弘始十二年；北魏永兴二年；北凉永安十年；南燕太上六年；西涼建初六年；北燕太平二年；夏龍昇四年；南凉嘉平三年；西秦更始二年；高句丽永乐二十年 |

## 大事记
- 世界
  - 西罗马霍诺留统治时期，西哥德王國國王亞拉里克一世率軍攻陷羅馬城並大肆洗劫，同年去世，王位由其弟阿陶爾夫繼承。
  - 西羅馬帝國放棄不列顛。
- 中国
  - 东晋灭南燕。
  - 譙縱向後秦請兵討伐東晉，派桓謙及譙道福進攻東晉荊州，但敗給東晉荊州劉道規，桓谦被杀。
  - 二月，盧循趁劉裕北伐南燕之際，與徐道覆兵分兩路北伐東晉，盧循進攻長沙郡，擊敗了荊州刺史劉道規派出的軍隊，攻陷南康、廬陵及豫章三郡；另一路徐道覆沿贛江北上進攻尋陽，江州刺史何無忌戰死；及後合兵在桑落洲大敗豫州刺史劉毅，朝廷急詔北伐的劉裕返回。
  - 四月癸未日（5月20日）劉裕返回建康，陳兵建康城下的盧循、徐道覆在進軍問題上發生爭執，戰力大減，最終撤守尋陽。
  - 十月，徐道覆率水軍三萬進攻江陵，但為劉道規所敗。
  - 桓石綏乘盧循之亂進擾荊土，徵陽令王天恩自號梁州刺史，被梁州刺史傅韶之子傅弘之消滅。
  - 夏王赫連勃勃派兵攻平涼，為姚興所敗，但進攻定陽（今陝西宜川縣西北）的一軍卻取勝，接著勃勃親自率軍進攻隴右，攻破白崖堡，並進逼清水城，令後秦略陽太守姚壽都棄城逃走。
  - 法顯到达狮子国（斯里兰卡）。在此停留兩年，得到《彌沙塞律》、《長阿含經》、《雜阿含經》及雜藏經等。

## 逝世
- 慕容超（385年出生，25岁）
- 亞拉里克一世，西哥特国王。